# Iwaki FC
Iwaki FC (いわきFC 'Iwaki FC'?) es un equipo de fútbol de Japón que juega en la J2 League, la segunda división nacional.

## Historia

### Fundación
El Iwaki FC fue fundado en el año 2012 en la ciudad de Iwaki, Fukushima antes de que oficialmente fuera reconocido en 2013 con la creación de la corporación homónima. El club recibió mayor atenci+on cuando Under Armour decide unirse al club y apoyarlo en su ascenso en la liga japonesa desde abajo. Había una gran visión detrás del club, con el lema de "hacer a Iwaki la ciudad central del fútbol en Tohoku". De hecho, un campo de entrenamiento fue abierto en noviembre de 2016 y la sede del club en mayo de 2017: dos estructuras centrales para ascender a los más alto del fútbol japonés.

### Fukushima Prefectural Football League (2013–2017)
Además, los resultados empujaron al Iwaki FC, ganando en varias categorías en la Fukushima Prefectural Football League hasta llegar a la primera división: el siguiente objetivo era la Tohoku Soccer League, cuando el club había consguido su primera victoria en el National Club Team Football Championship Tournament (ganó la final 9–0). Iwaki FC también haría su debut en la Copa del Emperador en 2017. Luego de vencer al Norbritz Hokkaido en la primera ronda, sorpresivamente elimina al Hokkaido Consadole Sapporo por 5–2 en tiempo extra. En tercera ronda sería eliminado por el Shimizu S-Pulse.

### Tohoku Soccer League (2018–2019)
En la temporada 2019 el Iwaki FC logra el ascenso a la JFL por primera vez en su historia tras dos temporadas en la Tohoku Soccer League, con el club ganando el All Japan Regional Promotion Series y siendo campeones.

### Japan Football League (JFL) (2020–2021)
En la temporada 2021 el Iwaki FC logra el ascenso a la J3 League por primera vez en su historia tras dos temporadas en la JFL tras finalizar como campeón de la cuarta división.

### J. League (2022–)
En la temporada 2022 el Iwaki FC logra el ascenso a la J2 League tras una temporada por primera vez, obtenendo la licencia de la J2 League el 28 de octubre de 2022. El 6 de noviembre de 2022 es campeón de la J3 League por primera vez luego de asegurar el título en la jornada 32 con una victoria por 3–0 ante el Kagoshima United, por delante del Fujieda MYFC y el Matsumoto Yamaga.

## Palmarés
- J3 League (1): 2022
- Japan Football League (1): 2021
- National Club Team Football Championship Tournament (1): 2016
- All Japan Regional Football Champions League (1): 2019
- Shakaijin Cup

-  (2): 2018, 2019

## Uniformes
| Local | Local | Local | Local | Local |
| ----- | ----- | ----- | ----- | ----- |
| 2017  | 2018  | 2019  | 2020  | 2021  |
| 2022  | 2023  | 2024  |       |       |

| Visita | Visita | Visita | Visita | Visita |
| ------ | ------ | ------ | ------ | ------ |
| 2017   | 2018   | 2019   | 2020   | 2021   |
| 2022   | 2023   | 2024   |        |        |

| 2023 Limitado |

## Entrenadores
| Nombre          | País         | Periodo   | Periodo    |
| Nombre          | País         | Desde     | Hasta      |
| --------------- | ------------ | --------- | ---------- |
| Pieter Huistra  | Países Bajos | 13-1-2016 | 31-12-2016 |
| Yūzō Tamura     | Japón        | 1-2-2017  | 31-1-2021  |
| Hiromasa Suguri | Japón        | 1-2-2022  | 13-6-2023  |
| Yūzō Tamura     | Japón        | 14-6-2023 | Hoy        |